# Temporada 1994 de la NFL
La Temporada 1994 de la NFL fue la 75.ª en la historia de la NFL. En la temporada regular se juegan 16 partidos durante 17 semanas. Posteriormente se juegan los playoffs, que determinan los equipos que se clasificarán para la gran final: el Super Bowl.En honor a 75.ª temporada de la NFL, fue diseñado un logo especial de aniversario y cada jugador llevaba un parche en sus camisetas con este logotipo durante la temporada. Además, un comité de selección de medios y personal de la NFL elaboraron un equipo especial de todos los tiempos por el 75.º aniversario, en honor a los mejores jugadores de la NFL a partir de los primeras 75 temporadas.
Los Phoenix Cardinals cambiaron su nombre a los Arizona Cardinals, en un intento por ampliar su atractivo para todo el estado de Arizona, en lugar de sólo el área de Phoenix. El nombre fue resistido inicialmente por el dueño Bill Bidwill.
Los Seattle Seahawks jugaron sus primeros tres juegos de la temporada regular como local en el Husky Stadium porque el Kingdome, la casa de los Seahawks, fue objeto de reparaciones en las baldosas dañadas en su techo. Los Seahawks regresaron para las temporadas 2000 y 2001, mientras que su nuevo estadio estaba en construcción.
Esta temporada marcó el último año, hasta el 2016, que la ciudad de Los Ángeles tenía un equipo de la NFL. Tanto los Rams y los Raiders abandonaron la ciudad después de la temporada. Los Rams se mudaron al este de St. Louis, Misuri después de estar en Los Ángeles durante 49 años, mientras los Raiders dejaron Los Ángeles después de 12 años para volver a su hogar anterior en Oakland, California. Los Rams, tras no llegar a un acuerdo con San Luis en un nuevo estadio, acordaron volver a Los Ángeles para la temporada 2016 de la NFL.
Esta fue también la primera temporada que el entonces incipiente cadena FOX televisaba juegos de la NFL. Fox asumió el paquete NFC de la CBS, que volvería a televisar la NFL en 1998. La liga también firmó un acuerdo de exclusividad con el servicio de Direct Broadcast Satellite (DBS) de DirecTV para lanzar la NFL Sunday Ticket, un servicio de suscripción de televisión por satélite que ofrece cada juego de temporada regular de la NFL. Hoy en día sigue siendo el paquete exclusivo de DirecTV.
La temporada terminó con el Super Bowl XXIX cuando los San Francisco 49ers derrotaron a los San Diego Chargers. Ambos equipos se habían encontrado durante la temporada regular, la segunda temporada consecutiva que había sucedido, y la novena en todos los tiempos.
A pesar de que la Serie Mundial de 1994 fue cancelada, en última instancia, la NFL decidió no volver a programar sus concursos jueves por la noche en octubre para el domingo, a pesar de que no hubieran competido con el béisbol esas noches.
Este fue también el primer año en que se puso en práctica que cada vez que el día de Navidad caiga en domingo, la mayoría de los juegos de ese fin de semana se jugaran el sábado por la tarde de la víspera de Navidad. Cada temporada de la NFL después con el día de Navidad en un domingo ha seguido este mismo formato de programación.

## Temporada regular
V = Victorias, D = Derrotas, E = Empates, CTE = Cociente de victorias [V+(E/2)]/(V+D+E), PF= Puntos a favor, PC = Puntos en contra
| Clasificado para los playoffs |

| Miami Dolphins(3)       | 10 | 6  | 0 | .625 | 389 | 327 |
| New England Patriots(5) | 10 | 6  | 0 | .625 | 351 | 312 |
| Indianapolis Colts      | 8  | 8  | 0 | .500 | 307 | 320 |
| Buffalo Bills           | 7  | 9  | 0 | .438 | 340 | 356 |
| New York Jets           | 6  | 10 | 0 | .375 | 264 | 320 |

| Pittsburgh Steelers(1) | 12 | 4  | 0 | .750 | 316 | 234 |
| Cleveland Browns(4)    | 11 | 5  | 0 | .688 | 340 | 204 |
| Cincinnati Bengals     | 3  | 13 | 0 | .188 | 276 | 406 |
| Houston Oilers         | 2  | 14 | 0 | .125 | 226 | 352 |

| San Diego Chargers(2) | 11 | 5  | 0 | .688 | 381 | 306 |
| Kansas City Chiefs(6) | 9  | 7  | 0 | .563 | 319 | 298 |
| Los Angeles Raiders   | 9  | 7  | 0 | .563 | 303 | 327 |
| Denver Broncos        | 7  | 9  | 0 | .438 | 347 | 396 |
| Seattle Seahawks      | 6  | 10 | 0 | .375 | 287 | 323 |

| Dallas Cowboys(2)   | 12 | 4  | 0 | .750 | 414 | 248 |
| New York Giants     | 9  | 7  | 0 | .563 | 279 | 305 |
| Arizona Cardinals   | 8  | 8  | 0 | .500 | 325 | 267 |
| Philadelphia Eagles | 7  | 9  | 0 | .438 | 308 | 308 |
| Washington Redskins | 3  | 13 | 0 | .188 | 320 | 412 |

| Minnesota Vikings(3) | 10 | 6  | 0 | .625 | 356 | 314 |
| Green Bay Packers(4) | 9  | 7  | 0 | .563 | 382 | 287 |
| Detroit Lions(5)     | 9  | 7  | 0 | .563 | 357 | 342 |
| Chicago Bears(6)     | 9  | 7  | 0 | .563 | 271 | 307 |
| Tampa Bay Buccaneers | 6  | 10 | 0 | .375 | 251 | 351 |

| San Francisco 49ers(1) | 13 | 3  | 0 | .813 | 505 | 296 |
| New Orleans Saints     | 7  | 9  | 0 | .438 | 348 | 407 |
| Atlanta Falcons        | 7  | 9  | 0 | .438 | 317 | 385 |
| Los Angeles Rams       | 4  | 12 | 0 | .250 | 286 | 365 |

### Desempates
- Miami terminó por delante de New England en la AFC Este basado en enfrentamientos directos (2-0).
- Kansas City terminó por delante de Los Angeles Raiders en la AFC Oeste basado en enfrentamientos directos (2-0).
- Green Bay fue el primer comodín de la NFC por delante de Detroit y Chicago basado en el mejor registro en enfrentamientos directos (3-1 contra 2-2 de los Lions y 1-3 de los Baers) y frente a los N. Y. Giants basado en un mejor registro de conferencia (8-4 contra 6-6 de los Giants).
- Detroit fue el segundo comodín de la NFC por delante de Chicago basado en un mejor registro de división (4-4 contra 3-5 de los Bears) y frente a los N. Y. Giants basado en enfrentamientos directos (1-0).
- Chicago fue el tercer comodín de la NFC por delante N. Y. Giants basado en un mejor registro contra oponentes comunes (4-4 contra 3-5 de los N. Y. Giants).
- New Orleans terminó por delante de Atlanta en la NFC Oeste basado en enfrentamientos directos (2-0).

## Postemporada
|  | Ronda Wild Card                           | Ronda Wild Card                           | Ronda Wild Card                           |    |               | Ronda divisional                 | Ronda divisional                  | Ronda divisional                 |                                    |                                    | Finales de conferencia             | Finales de conferencia | Finales de conferencia |  |  | Super Bowl | Super Bowl | Super Bowl |
|  |                                           |                                           |                                           |    |               |                                  |                                   |                                  |                                    |                                    |                                    |                        |                        |  |  |            |            |            |
|  | 31 de diciembre – Joe Robbie Stadium      | 31 de diciembre – Joe Robbie Stadium      | 31 de diciembre – Joe Robbie Stadium      |    |               | 8 de enero – Jack Murphy Stadium | 8 de enero – Jack Murphy Stadium  | 8 de enero – Jack Murphy Stadium |                                    |                                    |                                    |                        |                        |  |  |            |            |            |
|  | 31 de diciembre – Joe Robbie Stadium      | 31 de diciembre – Joe Robbie Stadium      | 31 de diciembre – Joe Robbie Stadium      |    |               | 8 de enero – Jack Murphy Stadium | 8 de enero – Jack Murphy Stadium  | 8 de enero – Jack Murphy Stadium |                                    |                                    |                                    |                        |                        |  |  |            |            |            |
|  | 31 de diciembre – Joe Robbie Stadium      | 31 de diciembre – Joe Robbie Stadium      | 31 de diciembre – Joe Robbie Stadium      |    |               | 8 de enero – Jack Murphy Stadium | 8 de enero – Jack Murphy Stadium  | 8 de enero – Jack Murphy Stadium |                                    |                                    |                                    |                        |                        |  |  |            |            |            |
|  | 31 de diciembre – Joe Robbie Stadium      | 31 de diciembre – Joe Robbie Stadium      | 31 de diciembre – Joe Robbie Stadium      |    |               | 8 de enero – Jack Murphy Stadium | 8 de enero – Jack Murphy Stadium  | 8 de enero – Jack Murphy Stadium |                                    |                                    |                                    |                        |                        |  |  |            |            |            |
|  | #6                                        | Kansas City                               | 17                                        |    |               | 8 de enero – Jack Murphy Stadium | 8 de enero – Jack Murphy Stadium  | 8 de enero – Jack Murphy Stadium |                                    |                                    |                                    |                        |                        |  |  |            |            |            |
|  | #6                                        | Kansas City                               | 17                                        | #3 | Miami         | 21                               |                                   |                                  |                                    |                                    |                                    |                        |                        |  |  |            |            |            |
|  | #3                                        | Miami                                     | 27                                        | #3 | Miami         | 21                               |                                   |                                  | 14 de enero - Three Rivers Stadium | 14 de enero - Three Rivers Stadium | 14 de enero - Three Rivers Stadium |                        |                        |  |  |            |            |            |
|  | #3                                        | Miami                                     | 27                                        | #2 | San Diego     | 22                               |                                   |                                  | 14 de enero - Three Rivers Stadium | 14 de enero - Three Rivers Stadium | 14 de enero - Three Rivers Stadium |                        |                        |  |  |            |            |            |
|  |                                           |                                           |                                           | #2 | San Diego     | 22                               |                                   |                                  | 14 de enero - Three Rivers Stadium | 14 de enero - Three Rivers Stadium | 14 de enero - Three Rivers Stadium |                        |                        |  |  |            |            |            |
|  |                                           |                                           |                                           |    |               |                                  |                                   |                                  | 14 de enero - Three Rivers Stadium | 14 de enero - Three Rivers Stadium | 14 de enero - Three Rivers Stadium |                        |                        |  |  |            |            |            |
|  | 1 de enero– Cleveland Stadium             | 1 de enero– Cleveland Stadium             | 1 de enero– Cleveland Stadium             | #2 | San Diego     | 17                               |                                   |                                  |                                    |                                    |                                    |                        |                        |  |  |            |            |            |
|  | 1 de enero– Cleveland Stadium             | 1 de enero– Cleveland Stadium             | 1 de enero– Cleveland Stadium             | #2 | San Diego     | 17                               | 7 de enero – Three Rivers Stadium |                                  |                                    |                                    |                                    |                        |                        |  |  |            |            |            |
|  | 1 de enero– Cleveland Stadium             | 1 de enero– Cleveland Stadium             | 1 de enero– Cleveland Stadium             |    | #1            | Pittsburgh                       | 13                                |                                  |                                    |                                    |                                    |                        |                        |  |  |            |            |            |
|  | 1 de enero– Cleveland Stadium             | 1 de enero– Cleveland Stadium             | 1 de enero– Cleveland Stadium             |    | #1            | Pittsburgh                       | 13                                |                                  |                                    |                                    |                                    |                        |                        |  |  |            |            |            |
|  | #5                                        | New England                               | 13                                        |    |               |                                  |                                   |                                  |                                    |                                    |                                    |                        |                        |  |  |            |            |            |
|  | #5                                        | New England                               | 13                                        | #4 | Cleveland     | 9                                |                                   |                                  |                                    |                                    |                                    |                        |                        |  |  |            |            |            |
|  | #4                                        | Cleveland                                 | 20                                        | #4 | Cleveland     | 9                                |                                   |                                  | 28 de enero – Joe Robbie Stadium   | 28 de enero – Joe Robbie Stadium   | 28 de enero – Joe Robbie Stadium   |                        |                        |  |  |            |            |            |
|  | #4                                        | Cleveland                                 | 20                                        | #1 | Pittsburgh    | 29                               |                                   |                                  | 28 de enero – Joe Robbie Stadium   | 28 de enero – Joe Robbie Stadium   | 28 de enero – Joe Robbie Stadium   |                        |                        |  |  |            |            |            |
|  |                                           |                                           |                                           | #1 | Pittsburgh    | 29                               |                                   |                                  |                                    | 28 de enero – Joe Robbie Stadium   | 28 de enero – Joe Robbie Stadium   |                        |                        |  |  |            |            |            |
|  |                                           |                                           |                                           |    |               |                                  |                                   |                                  |                                    | 28 de enero – Joe Robbie Stadium   | 28 de enero – Joe Robbie Stadium   |                        |                        |  |  |            |            |            |
|  | 31 de diciembre – Lambeau Field           | 31 de diciembre – Lambeau Field           | 31 de diciembre – Lambeau Field           | A2 | San Diego     | 26                               |                                   |                                  |                                    |                                    |                                    |                        |                        |  |  |            |            |            |
|  | 31 de diciembre – Lambeau Field           | 31 de diciembre – Lambeau Field           | 31 de diciembre – Lambeau Field           | A2 | San Diego     | 26                               | 8 de enero – Texas Stadium        |                                  |                                    |                                    |                                    |                        |                        |  |  |            |            |            |
|  | 31 de diciembre – Lambeau Field           | 31 de diciembre – Lambeau Field           | 31 de diciembre – Lambeau Field           |    | N1            | San Francisco                    | 49                                |                                  |                                    |                                    |                                    |                        |                        |  |  |            |            |            |
|  | 31 de diciembre – Lambeau Field           | 31 de diciembre – Lambeau Field           | 31 de diciembre – Lambeau Field           |    | N1            | San Francisco                    | 49                                |                                  |                                    |                                    |                                    |                        |                        |  |  |            |            |            |
|  | #5                                        | Detroit                                   | 12                                        |    |               |                                  |                                   |                                  |                                    |                                    |                                    |                        |                        |  |  |            |            |            |
|  | #5                                        | Detroit                                   | 12                                        | #4 | Green Bay     | 9                                |                                   |                                  |                                    |                                    |                                    |                        |                        |  |  |            |            |            |
|  | #3                                        | Green Bay                                 | 16                                        | #4 | Green Bay     | 9                                |                                   |                                  | 14 de enero - Candlestick Park     | 14 de enero - Candlestick Park     | 14 de enero - Candlestick Park     |                        |                        |  |  |            |            |            |
|  | #3                                        | Green Bay                                 | 16                                        | #2 | Dallas        | 35                               |                                   |                                  | 14 de enero - Candlestick Park     | 14 de enero - Candlestick Park     | 14 de enero - Candlestick Park     |                        |                        |  |  |            |            |            |
|  |                                           |                                           |                                           | #2 | Dallas        | 35                               |                                   |                                  | 14 de enero - Candlestick Park     | 14 de enero - Candlestick Park     | 14 de enero - Candlestick Park     |                        |                        |  |  |            |            |            |
|  |                                           |                                           |                                           |    |               |                                  |                                   |                                  | 14 de enero - Candlestick Park     | 14 de enero - Candlestick Park     | 14 de enero - Candlestick Park     |                        |                        |  |  |            |            |            |
|  | 1 de enero – Hubert H. Humphrey Metrodome | 1 de enero – Hubert H. Humphrey Metrodome | 1 de enero – Hubert H. Humphrey Metrodome | #2 | Dallas        | 28                               |                                   |                                  |                                    |                                    |                                    |                        |                        |  |  |            |            |            |
|  | 1 de enero – Hubert H. Humphrey Metrodome | 1 de enero – Hubert H. Humphrey Metrodome | 1 de enero – Hubert H. Humphrey Metrodome | #2 | Dallas        | 28                               | 7 de enero – Candlestick Park     |                                  |                                    |                                    |                                    |                        |                        |  |  |            |            |            |
|  | 1 de enero – Hubert H. Humphrey Metrodome | 1 de enero – Hubert H. Humphrey Metrodome | 1 de enero – Hubert H. Humphrey Metrodome |    | #1            | San Francisco                    | 38                                |                                  |                                    |                                    |                                    |                        |                        |  |  |            |            |            |
|  | 1 de enero – Hubert H. Humphrey Metrodome | 1 de enero – Hubert H. Humphrey Metrodome | 1 de enero – Hubert H. Humphrey Metrodome |    | #1            | San Francisco                    | 38                                |                                  |                                    |                                    |                                    |                        |                        |  |  |            |            |            |
|  | #6                                        | Chicago                                   | 35                                        |    |               |                                  |                                   |                                  |                                    |                                    |                                    |                        |                        |  |  |            |            |            |
|  | #6                                        | Chicago                                   | 35                                        | #6 | Chicago       | 15                               |                                   |                                  |                                    |                                    |                                    |                        |                        |  |  |            |            |            |
|  | #3                                        | Minnesota                                 | 18                                        | #6 | Chicago       | 15                               |                                   |                                  |                                    |                                    |                                    |                        |                        |  |  |            |            |            |
|  | #3                                        | Minnesota                                 | 18                                        | #1 | San Francisco | 44                               |                                   |                                  |                                    |                                    |                                    |                        |                        |  |  |            |            |            |
|  |                                           |                                           |                                           | #1 | San Francisco | 44                               |                                   |                                  |                                    |                                    |                                    |                        |                        |  |  |            |            |            |

- Local en cada partido: El local en cada partido es el equipo mejor clasificado, el equipo de abajo en el cuadro, excepto en el Super Bowl que es un estadio neutral.

## Premios anuales
Al final de temporada se entregan diferentes premios reconociendo el valor del jugador durante la temporada entera.
| Premio                     | Ganador        | Posición         | Equipo               |
| -------------------------- | -------------- | ---------------- | -------------------- |
| Jugador más valioso        | Steve Young    | Quarterback      | San Francisco 49ers  |
| Jugador ofensivo del año   | Barry Sanders  | Running back     | Detroit Lions        |
| Jugador defensivo del año  | Deion Sanders  | Cornerback       | San Francisco 49ers  |
| Entrenador del año         | Bill Parcells  | Head Coach       | New England Patriots |
| Novato ofensivo del año    | Marshall Faulk | Running back     | Indianapolis Colts   |
| Novato defensivo del año   | Tim Bowens     | Defensive tackle | Miami Dolphins       |
| Regreso del año            | Dan Marino     | Quarterback      | Miami Dolphins       |
| Hombre del Año             | Junior Seau    | Linebacker       | San Diego Chargers   |
| Jugador más valioso del SB | Steve Young    | Quarterback      | San Francisco 49ers  |